# 자뼈
자뼈(ulna) 또는 척골(尺骨)은 삼각기둥 형태로 생긴 긴 뼈이다. 해부학적 자세에서 자뼈는 아래팔의 내측에 위치하며, 노뼈(radius)와 나란히 놓여있다.

## 관절
자뼈는 다음과 같이 연결되어 관절을 이룬다.
- 위팔뼈도르래(trochlear of the humerus)에서, 팔꿈치 관절의 오른쪽에서 경첩관절(hinge joint)로, 자뼈의 도르래패임 (trochlear notch)을 통해 연결
- 노뼈와, 팔꿈치 근처에서 중쇠관절(pivot joint)로, 이는 노뼈가 자뼈 위로 올라오게 해 엎침(pronation)이 가능하게 한다.
- 노뼈의 원위부에서, 자패임(ulnar notch)과 함께 연결
- 노뼈를 따라 있는 뼈사이막(interosseous membrane)을 통해 인대결합(syndesmosis)으로 연결

## 근위부와 원위부
자뼈는 근위부에서 넓고, 원위부에서 상대적으로 좁다.
근위부에서, 자뼈는 뼈돌기인 고리 형태의 팔꿈치머리 (olecranon)를 가지고 있어 위팔뼈의 팔꿈치오목 (olecranon fossa)에 끼워진다. 이것은 젖힘 (hyperextension)을 방지하며 위팔뼈도르래와 경첩관절을 형성한다. 이외에도 노뼈머리가 닿는 노패임 (radial notch), 근육들이 붙는 자뼈거친면 (ulnar tuberosity) 등이 있다.
원위부 끝에는 붓돌기 (styloid process)가 존재한다.

## 구조
자뼈의 구조는 대체적으로 길고, 좁은 빈 공간이 치밀뼈 (compact bone)로 둘러싸여있으며, 뼈는 뼈사이모서리 (interosseous border)와 등쪽면에서 가장 두껍다.
끝쪽으로 갈수록 치밀뼈 층은 얇아진다.
치밀뼈 층은 팔꿈치머리 뒤쪽으로 층판 (lamella)을 이루는 해면뼈 (spongy bone)가 되어 이어진다.
치밀뼈 층 아래에는 잔기둥 (trabeculae)이 팔꿈치머리와 갈고리돌기 (coronoid process)를 향해 다른 잔기둥들과 얽히면서 뻗어있다.
갈고리돌기 아래에는 치밀뼈의 작은 영역이 있으며 여기서 잔기둥들은 위쪽으로 커브를 틀어, 얇은 치밀뼈 층으로 코팅되어있는 반달패임 (semilunar notch)의 면에서 비스듬히 끝난다.
아래쪽의 잔기둥은 좀 더 세로로 뻗어있다.

## 붙는 근육들
| 근육             | 영문명                                | 기시/정지 | 붙는 곳                                                             |
| 위팔세갈래근     | Triceps brachii muscle                | 정지      | 팔꿈치머리 (공통힘줄 (common tendon)을 통해)                        |
| 팔꿈치근         | Anconeus muscle                       | 정지      | 팔꿈치머리 (가측으로)                                               |
| 위팔근           | Brachialis muscle                     | 정지      | 자뼈갈고리돌기                                                      |
| 원엎침근         | Pronator teres muscle                 | 기시      | 갈고리돌기 (위팔뼈의 안쪽위관절융기 (medial epicondyle)에서도 기시) |
| 자쪽손목굽힘근   | Flexor carpi ulnaris muscle           | 기시      | 팔꿈치머리와 자뼈의 뒤쪽면 (위팔뼈 안쪽위관절융기에서도 기시)       |
| 얕은손가락굽힘근 | Flexor digitorum superficialis muscle | 기시      | 갈고리돌기 (위팔뼈의 안쪽위관절융기와 노뼈의 몸통에서도 기시)       |
| 깊은손가락굽힘근 | Flexor digitorum profundus muscle     | 기시      | 갈고리돌기, 자뼈의 앞쪽내측면                                       |
| 네모엎침근       | Pronator quadratus muscle             | 기시      | 자뼈 몸통 앞쪽의 원위부 (뼈사이막에서도 기시)                       |
| 자쪽손목폄근     | Extensor carpi ulnaris muscle         | 기시      | 자뼈의 뒤쪽모서리 (위팔뼈의 바깥쪽위관절융기에서도 기시)            |
| 손뒤침근         | Supinator muscle                      | 기시      | 자뼈의 근위부 (위팔뼈의 바깥쪽위관절융기에서도 기시)                |
| 긴엄지벌림근     | Abductor pollicis longus muscle       | 기시      | 자뼈의 뒤쪽면 (노뼈의 뒤쪽면에서도 기시)                            |
| 긴엄지폄근       | Extensor pollicis longus muscle       | 기시      | 자뼈의 뒤쪽 몸통 (노뼈의 뒤쪽 몸통과 뼈사이막에서도 기시)           |
| 짧은엄지폄근     | Extensor pollicis brevis muscle       | 기시      | 자뼈의 뒤쪽 몸통 (노뼈의 뒤쪽 몸통과 뼈사이막에서도 기시)           |
| 집게폄근         | Extensor indicis muscle               | 기시      | 자뼈의 뒤쪽 몸통 원위부 (뼈사이막에서도 기시)                       |

## 다른 동물에서
사족보행 동물의 경우, 노뼈는 아래다리의 하중을 주로 떠받치는 뼈이며, 자뼈는 근육이 붙는데 중요하다. 많은 포유류에서, 자뼈는 노뼈와 부분적으로, 혹은 완전히 융합되어있다. 하지만, 말처럼 완전히 융합되어있는 경우라도, 팔꿈치머리는 여전히 존재한다.

## 추가 이미지

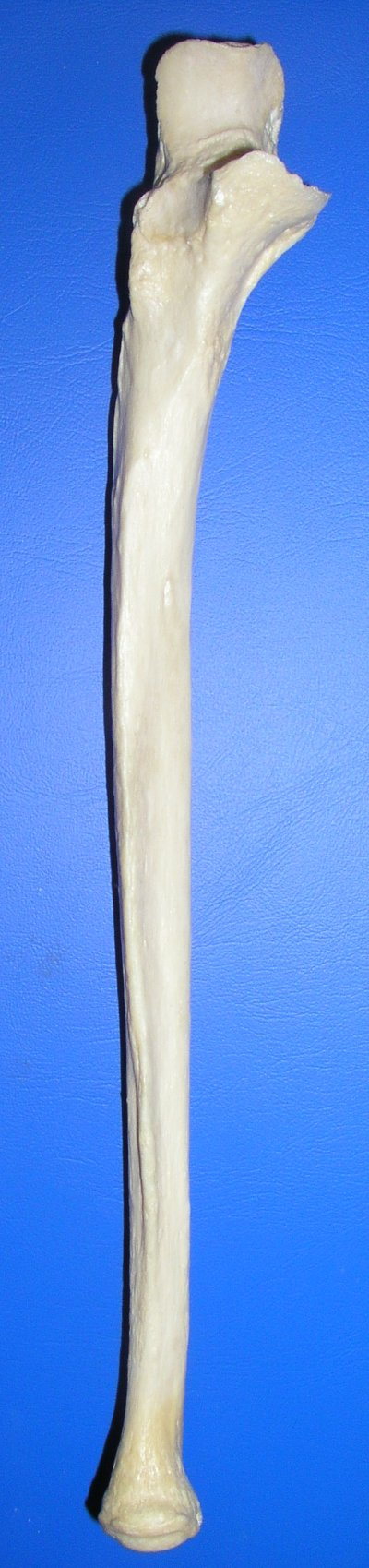
자뼈의 앞쪽
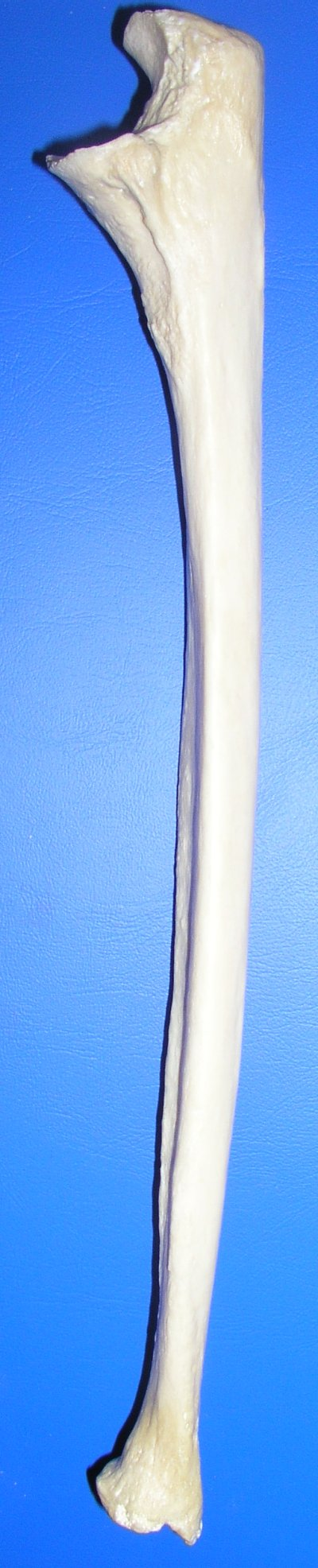
자뼈의 옆쪽
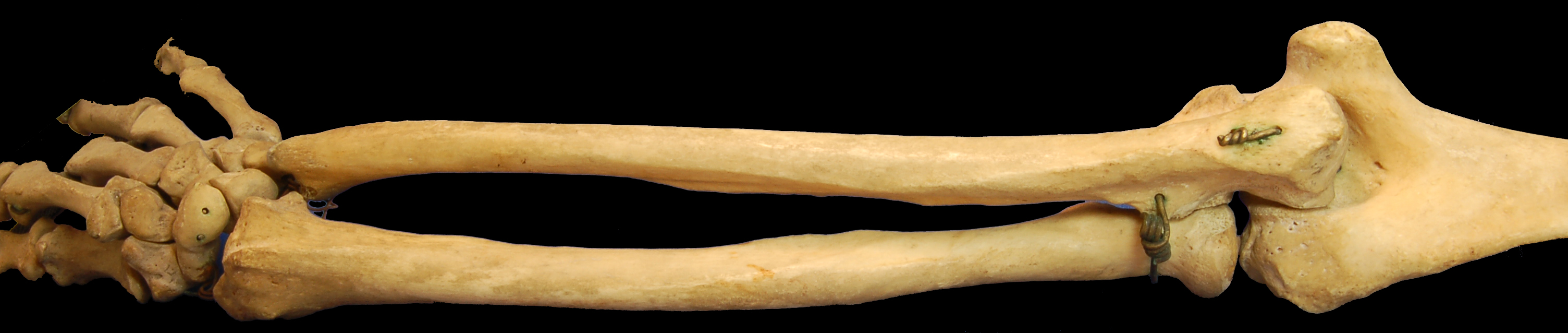
인간의 자뼈와 노뼈의 뒤쪽 모습
인간 팔뼈의 그림
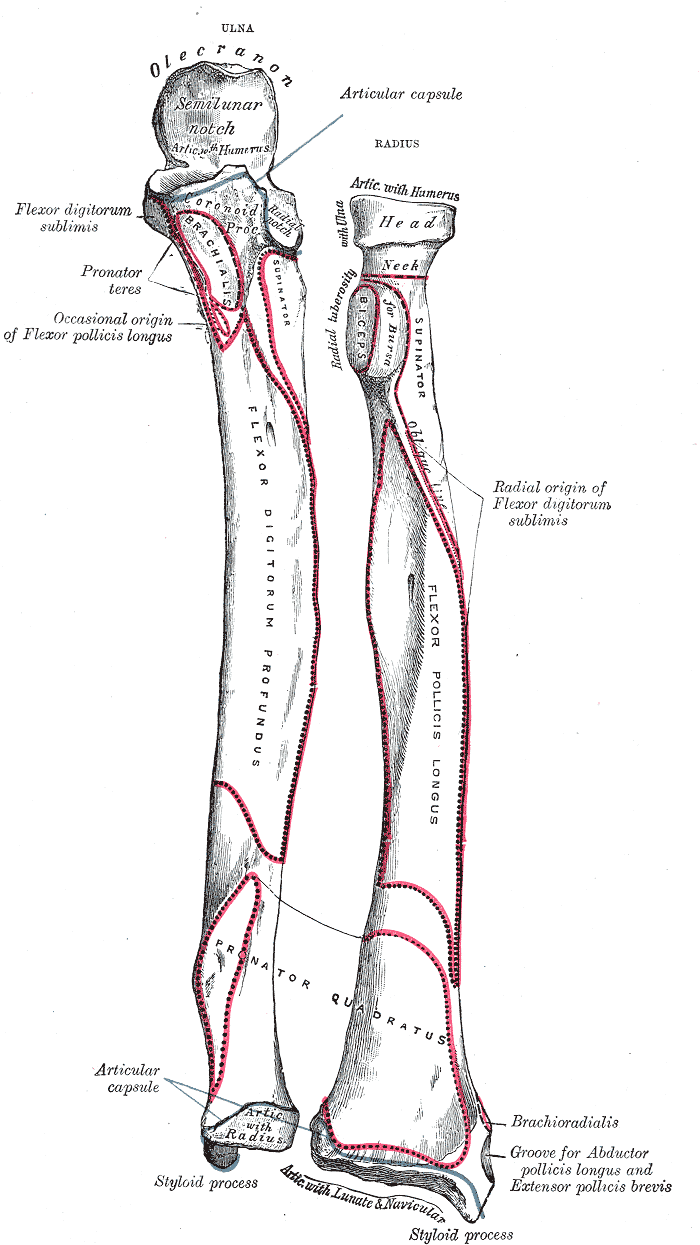
왼쪽 아래팔의 뼈. 앞쪽
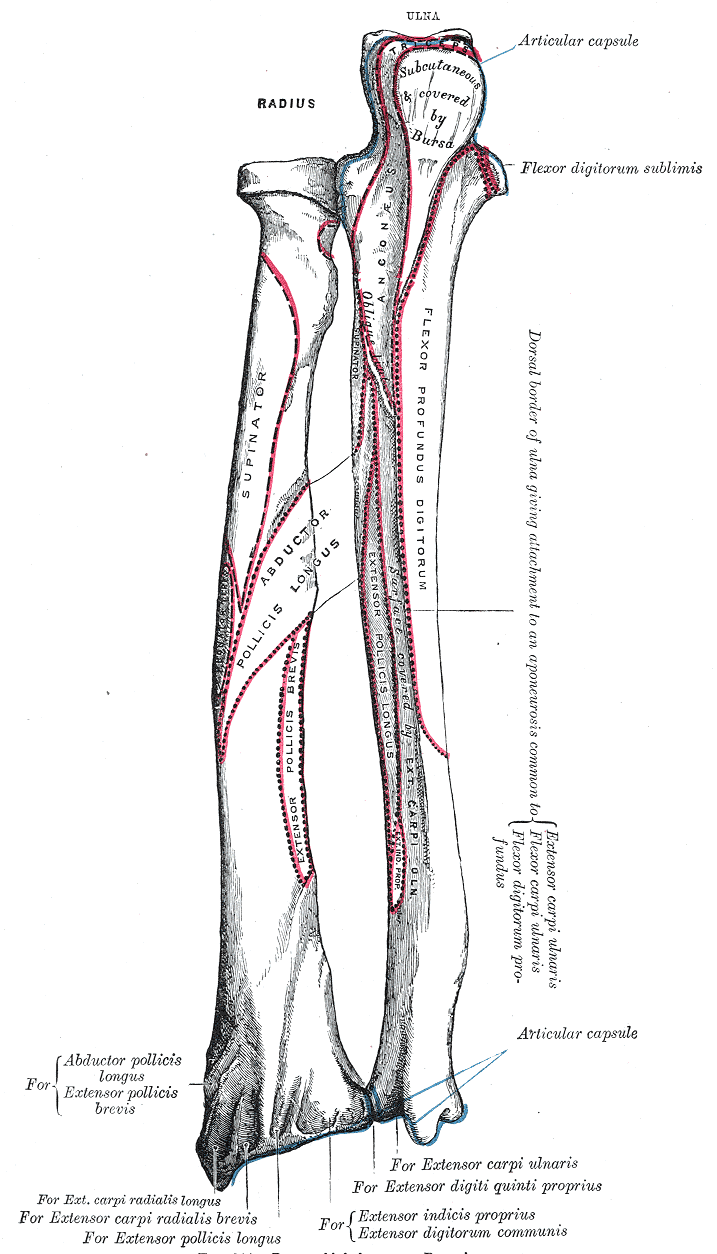
왼쪽 아래팔의 노뼈와 자뼈, 뒤쪽.
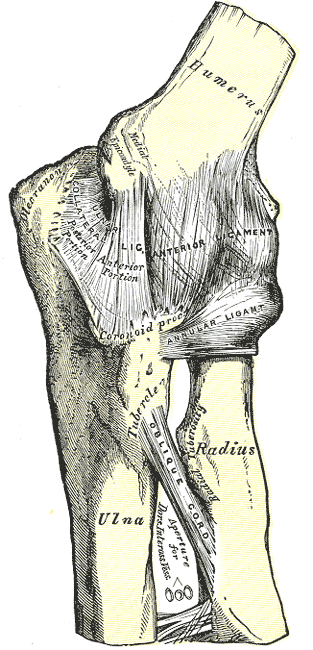
왼쪽 팔꿈치, 앞쪽과 안쪽곁인대 (ulnar collateral ligament)
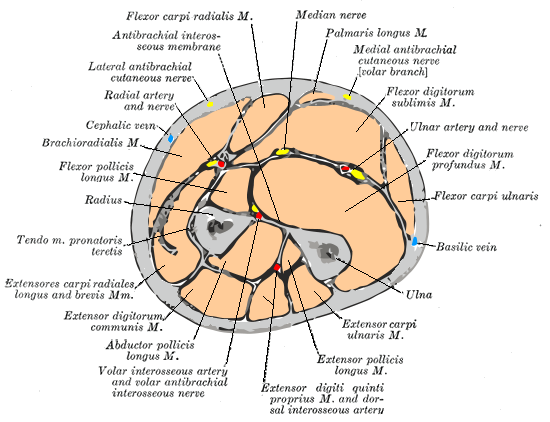
아래팔 중간에서 가로지르는 모습
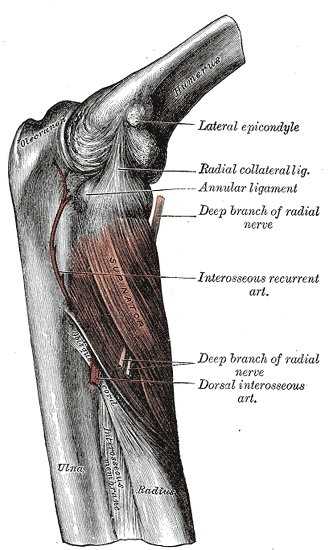
손뒤침근
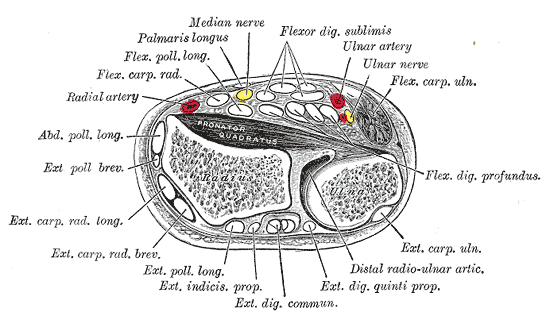
자뼈와 노뼈 원위부 끝의 가로절단면

## 같이 보기
- 위팔뼈
- 노뼈